# Сапрофаги

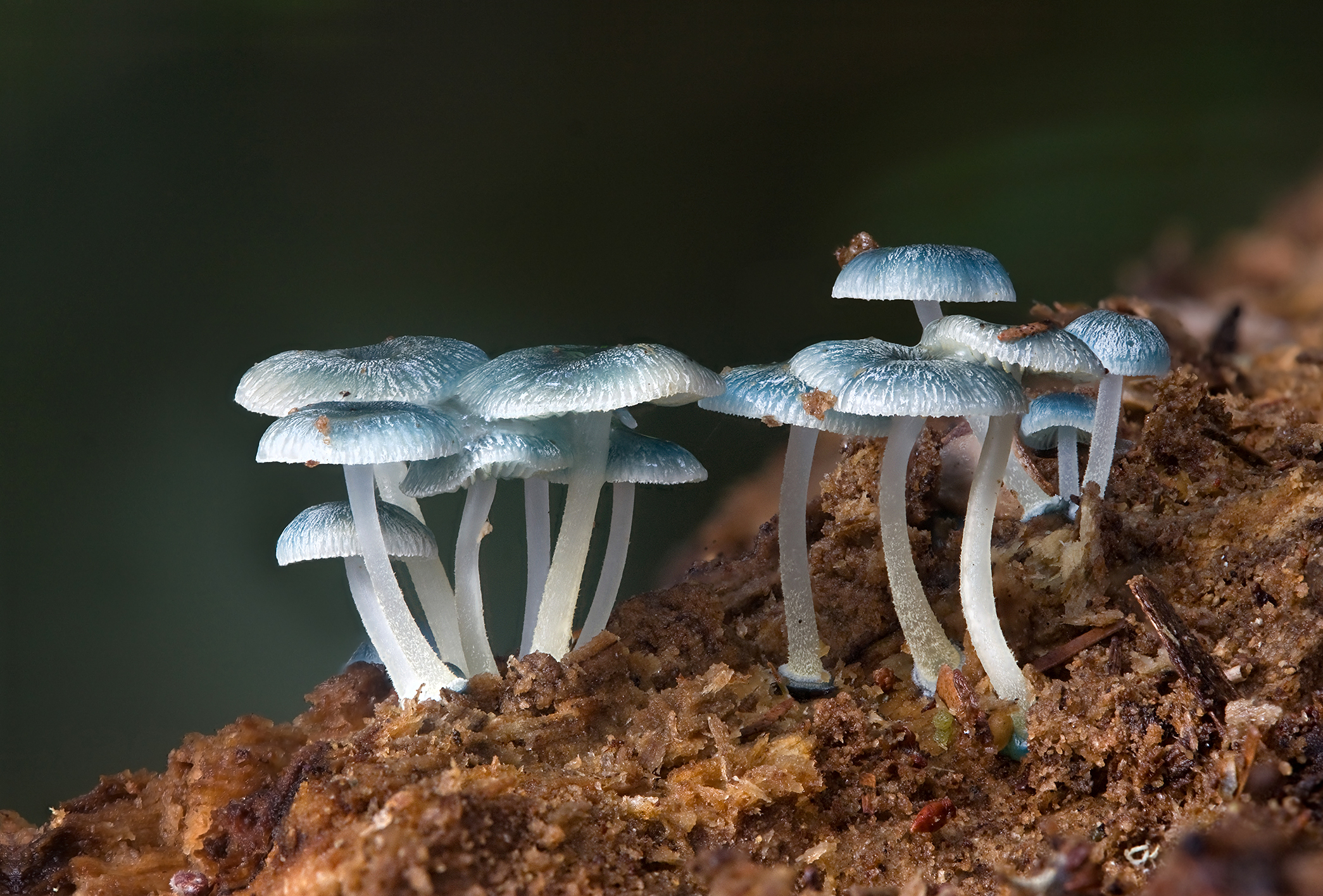
Грибы — основные редуценты в большинстве сред. На иллюстрации — Mycena interrupta.

Сапрофаги (от греч. σαπρός — гнилой и φαγείν — есть) — животные, питающиеся разлагающимися остатками организмов других животных и растений.

## Классификация
Среди сапрофагов выделяют следующие группы:
- сапроксилофаги — потребители разлагающейся древесины,
- детритофаги — потребители сильно гумифицированных растительных остатков, утративших следы исходной структуры,
- копрофаги — потребители экскрементов,
- некрофаги — потребители падали.

Сапрофаги встречаются среди млекопитающих (главным образом гиены), птиц (грифы, ворон), насекомых (жуки мертвоеды и кожееды, стафилиниды, личинки падальных и мясных мух), ракообразных (например донные бокоплавы, речные раки). Частичными сапрофагами являются многие хищники и всеядные животные.
В грунте и на поверхности почвы отходами питаются дождевые черви, жуки и их личинки, нематоды; клещи, личинки мух, мокрицы, простейшие организмы и другие